# La cena delle beffe
La cena delle beffe (Dårarnas middag) är en italiensk opera i fyra akter med musik av Umberto Giordano och libretto av Sem Benelli efter dennes pjäs (1908). Operan hade premiär den 20 december på La Scala i Milano. 

## Historia

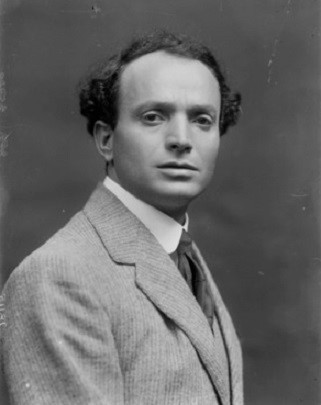
Operans librettist Sem Benelli

Librettot till Giordanos opera bearbetades av den italienska dramatikern Sem Benelli efter dennes egen pjäs La cene delle beffe. Pjäsen hade premiär 1909 på Teatro Argentina i Rom med musik av den 14-årige Manoah Leide-Tedesco. Liksom flera andra verk av Benelli är den skriven i en neoromantisk versstil med en historisk miljö och en melodramatisk, våldsam handling. Benellis pjäs blev en omedelbar framgång i Italien. Vid ett tillfälle spelades den samtidig av fyra olika italienska turneésällskap, och har förblivit på repertoaren i modern tid.
En version av pjäsen bearbetades av Jean Richepin med titeln La beffa och framfördes i Paris 1910 med Sarah Bernhardt som Gianetto. Pjäsen spelades 21 gånger men henne plan på att uppföra den i New York senare samma år fick överges då fel dekorer skeppades från Paris. Mer framgångsrik var den engelska version som gjordes 1919 av Edward Sheldon, The Jest, och med John Barrymore som Gianetto Malespini och Lionel Barrymore som Neri Chiaramantesi, vilken spelades 256 gånger på Plymouth Theatre i New York.
Med La cena delle beffe red Giordano på den våg av entusiasm för renässansmotiv som vällde fram i början av 1900-talet. Han måste emellertid kämpa för rätten att skriva en opera byggd på Benellis pjäs, eftersom en annan kompositör (Tommaso Montefiore) redan hade skaffat sig rättigheterna till den 1910. Men 1917 hade Montefiore ännu inte börjat komponera. Efter fyra års förhandlingar gick allt i lås och Giordano fick tillstånd att tonsätta Benellis pjäs. Benelli himself adapted his play for the libretto.
Giordanos val av Benelli som librettist var en förevisning att han ville bort från den alltför realistiska verismen. Trots att handlingen är helt i stil med den bästa av verismstilar tenderar karaktärernas känslor och textens struktur att röra sig mot äldre konventioner. Ett exempel är den icke-naturalistiska scenen i akt IV där Gabriello och Ginevra, efter att båda har blivit dödligt sårade av Neri, finner tid att sjunga ett farväl till livet innan de dör. Giordano ratade kören och integrerade istället ensembler bland några av de 15 solorollerna. Trots mångfalden av stämningar i operan är mycket av musiken blek och svår att minnas. 
Premiären ägde rum den 20 december 1924 på La Scala i Milano under musikalisk ledning av Arturo Toscanini och blev en stor succé med 24 inropningar. Operan uppfördes ofta under 1920-talet även utanför Italien. Sedan dess har den försvunnit från repertoaren bortsett från några enstaka föreställningar vid festspelen i Wexford 1987, samt i Zürich och Bologna 1999.

## Personer
- Ginevra (sopran)
- Giannetto Malaspini (tenor)
- Neri Chiaramantesi (baryton)
- Gabriello Chiaramantesi (tenor)
- Tornaquinci (bas)
- Calandra (bas)
- Fazio, Giannettos tjänare (baryton)
- Cintia, Ginevras tjänarinna (mezzosopran)
- Lapo (tenor)
- Doktorn (baryton)
- Trinca (tenor)
- Laldomine (mezzosopran)
- Fiammetta (sopran)
- Lisabetta (sopran)
- Sångaren (tenor)
- Tornaquincis och Medicis tjänare (kör)

## Handling

### Akt I
Den florentinske statsmannen Lorenzo de' Medici har befallt att bröderna Neri och Gabriello Chiaramantesi skall sluta fred med Giannetto Malaspini, som de har lockat i ett bakhåll under föregivande av att denne skulle få träffa kurtisanen Ginevra. Giannetto håller god min i elakt spel då bröderna uppenbarar sig med Ginevra, som under tiden har blivit Neris älskarinna. Utåt sluter de fred, men Giannetto vill alltjämt hämnas och försöker så split mellan bröderna med Ginevras hjälp. Hon har tröttnat på den brutale Neri och fattar sympati för Giannetto. Denne slår vad med Neri om att han inte vågar gå ned till Via Vacchereccia, där Florens ungdom håller till, i full rustning och med stridsyxa över axeln. Nero antar utmaningen och iför sig sin rustning. Giannetto lägger beslag på hans kläder och ber sin tjänare Fazio sprida ut ryktet att Neri har mist förståndet.

### Akt II
Nästa morgon berättar Ginevras tjänsteflicka Cintia för henne att Neri har blivit sinnessjuk, men Ginevra tror inte på ryktet eftersom hon tror sig ha tillbringat natten med honom. Det visar sig dock vara Giannetto i Neris kläder, så när Neri själv kommer och vill tränga sig in i Ginevras sovkammare arresteras han av Lorenzo de' Medicis soldater. Giannetto hånar honom med att han själv nu är Ginevras älskare och Neri svär blodig hämnd.

### Akt III
I Medicéernas palats ställs Neri inför alla sina tidigare offer, men det visar sig att en av dem, Lisabetta alltjämt älskar honom, och hon råder honom att fortsätta med att spela vansinnig eftersom det är hans enda chans att slippa straff. Giannetto tycker att spelet har drivits långt nog och vill sluta fred med Neri men denne lämnar palatset i sällskap med Lisabetta och Giannetto ropar efter honom att hanb själv samma kväll tänker besöka Ginevra.

### Akt IV
Ginevra gläder sig åt Giannettos besök, men i stället tränger sig Neri in och tvingar henne att gå in i sovkammaren medan han själv gömmer sig och inväntar älskarens ankomst. Då en man kommer in från gatan följer han efter honom och hugger ned både honom och Ginevra, men på vägen ut ur sovkammaren möter han Giannetto och måste till sin fasa konstatera att han har dödat sin bror Gabriello, som han trodde var i Pisa. Sinnessjukdomen är nu inte längre spelad utan äkta.